# Jaap Stockmann
Jaap Stockmann (Bunnik, 24 luglio 1984) è un hockeista su prato olandese.

## Palmarès

### Olimpiadi
- 1 medaglia:
  - 1 argento (Londra 2012)

### Mondiali
- 1 medaglia:
  - 1 argento (L'Aia 2014)

### Europei
- 1 medaglia:
  - 1 argento (Gladbach 2011)